# Muhammad Fiaz
Pour les articles homonymes, voir Fiaz.
Muhammad Fiaz est un homme politique provincial canadien de la Saskatchewan. Il représente la circonscription de Regina Pasqua à titre de député du Parti saskatchewanais de 2016 à 2024.
Fiaz est le premier député de confession musulmane à siéger à l'Assemblée législative de la Saskatchewan.